# Rússia nos Jogos Olímpicos de Verão de 2016
A Rússia, representados pelo Comitê Olímpico Russo, compete nos Jogos Olímpicos de Verão de 2016 no Rio de Janeiro entre os dias 5 e 21 de agosto de 2016. Esta será a sexta vez que a Rússia participa dos Jogos Olímpicos da Era Moderna.
Em dia 18 de julho de 2016, uma investigação feita pela Agência Mundial Antidoping mostrou que o ministério do Esporte russo e o Serviço Federal de Segurança armaram um grande programa de doping, encobrindo amostras positivas. Com base na investigação, o Comité Olímpico Internacional (COI) convocou uma reunião de emergência para votar o banimento da Rússia desta edição dos Jogos.
Em 24 de julho de 2016, o COI anunciou que cada federação responsável pelas modalidades teria o direito de escolher os atletas que participariam dos Jogos. Em 4 de agosto de 2016, 279 atletas foram escolhidos para a competição, enquanto 110 foram removidos.

## Medalhistas
| Medalha | Nome                   | Esporte | Evento              | Data        |
| ------- | ---------------------- | ------- | ------------------- | ----------- |
| Ouro    | Beslan Mudranov        | Judô    | Até 60 kg masculino | 6 de agosto |
| Prata   | Vitalina Batsarashkina | Tiro    | Pistola de ar 10 m  | 7 de agosto |

## Judô
Masculino
| Atleta             | Evento         | 64 avos de final   | 32 avos de final       | Oitavas de final        | Quartas de final        | Semifinais                   | Repescagem         | Final / DB             | Final / DB      |
| Atleta             | Evento         | Opositor Resultado | Opositor Resultado     | Opositor Resultado      | Opositor Resultado      | Opositor Resultado           | Opositor Resultado | Opositor Resultado     | Pos.            |
| ------------------ | -------------- | ------------------ | ---------------------- | ----------------------- | ----------------------- | ---------------------------- | ------------------ | ---------------------- | --------------- |
| Beslan Mudranov    | Até 60 kg      | —                  | NED Mooren W 0022–0001 | ARM Davtyan W 0012–0003 | KOR Kim W-j W 1001–0002 | GEO Papinashvili W 1001–0002 | —                  | KAZ Smetov W 0100–0000 | Medalha de ouro |
| Mikhail Pulyaev    | Até 66 kg      | —                  | CAN Bouchard L 000–001 | Não avançou             | Não avançou             | Não avançou                  | Não avançou        | Não avançou            | Não avançou     |
| Denis Iartcev      | Até 73 kg      | —                  | 0                      |                         |                         |                              |                    |                        |                 |
| Khasan Khalmurzaev | Até 81 kg      | —                  | IRN Mollaei 0          |                         |                         |                              |                    |                        |                 |
| Kirill Denisov     | Até 90 kg      | —                  | AZE Mehdiyev 0         |                         |                         |                              |                    |                        |                 |
| Tagir Khaibulaev   | Até 100 kg     | —                  | AZE Gasimov 0          |                         |                         |                              |                    |                        |                 |
| Renat Saidov       | Mais de 100 kg | —                  | AUT Allerstorfer 0     |                         |                         |                              |                    |                        |                 |

Feminino
| Atleta            | Evento        | 32 avos de final        | Oitavas de final       | Quartas de final       | Semifinais         | Repescagem         | Final / DB         | Final / DB  |
| Atleta            | Evento        | Opositor Resultado      | Opositor Resultado     | Opositor Resultado     | Opositor Resultado | Opositor Resultado | Opositor Resultado | Pos.        |
| ----------------- | ------------- | ----------------------- | ---------------------- | ---------------------- | ------------------ | ------------------ | ------------------ | ----------- |
| Irina Dolgova     | Até 48 kg     | PRK Kim S-m W 0100–0001 | ARG Pareto L 0001–1021 | Não avançou            | Não avançou        | Não avançou        | Não avançou        | Não avançou |
| Natalia Kuziutina | Até 52 kg     | —                       | CAN Guica W 002–000    | JPN Nakamura L 000–001 | Não avançou        | MRI Legentil       |                    |             |
| Irina Zabludina   | Até 57 kg     | NZL Manuel 0            |                        |                        |                    |                    |                    |             |
| Ekaterina Valkova | Até 63 kg     | NED van Emden 0         |                        |                        |                    |                    |                    |             |
| Ksenia Chibisova  | Mais de 78 kg | GER Külbs 0             |                        |                        |                    |                    |                    |             |

## Natação
| Atleta                                                                   | Prova           | Eliminatórias | Eliminatórias | Semifinal   | Semifinal   | Final       | Final       |
| Atleta                                                                   | Prova           | Tempo         | Pos.          | Tempo       | Pos.        | Tempo       | Pos.        |
| ------------------------------------------------------------------------ | --------------- | ------------- | ------------- | ----------- | ----------- | ----------- | ----------- |
| Nataliya Lovtsova                                                        | 100 m borboleta | 59,19         | 25º           | Não avançou | Não avançou | Não avançou | Não avançou |
| Svetlana Chimrova                                                        | 100 m borboleta | 58,41         | 19º           | Não avançou | Não avançou | Não avançou | Não avançou |
| Veronika Popova Viktoria Andreeva Rozaliya Nasretdinova Natalia Lovtsova | 4 x 100 m livre | 3:37,68       | 10º           | —           | —           | Não avançou | Não avançou |
| Anastasia Fesikova                                                       | 100 m costas    | 1:00,04       | 10º Q         | 59,68       | 9º          | Não avançou | Não avançou |
| Daria Ustinova                                                           | 100 m costas    | 1:01,45       | 23º           | Não avançou | Não avançou | Não avançou | Não avançou |

| Atleta                | Prova       | Eliminatórias | Eliminatórias | Semifinal   | Semifinal   | Final       | Final       |
| Atleta                | Prova       | Tempo         | Pos.          | Tempo       | Pos.        | Tempo       | Pos.        |
| --------------------- | ----------- | ------------- | ------------- | ----------- | ----------- | ----------- | ----------- |
| Aleksandr Krasnykh    | 400 m livre | 3:47,39       | 15º           | —           | —           | Não avançou | Não avançou |
| Vyacheslav Andrusenko | 400 m livre | 3:50,23       | 30º           | —           | —           | Não avançou | Não avançou |
| Vsevolod Zanko        | 100 m peito | 59,91         | 13º Q         | 1:00,39     | 14º         | Não avançou | Não avançou |
| Kirill Prigoda        | 100 m peito | 1:00,37       | 20º           | Não avançou | Não avançou | Não avançou | Não avançou |

## Tiro
Masculino
| Atleta               | Evento                        | Qualificação | Qualificação | Semifinal | Semifinal | Final       | Final       |
| Atleta               | Evento                        | Pontos       | Pos.         | Pontos    | Pos.      | Pontos      | Pos.        |
| -------------------- | ----------------------------- | ------------ | ------------ | --------- | --------- | ----------- | ----------- |
| Alexey Alipov        | Fossa                         |              |              |           |           |             |             |
| Anton Astakhov       | Skeet                         |              |              |           |           |             |             |
| Vitaly Fokeev        | Fossa dupla                   |              |              |           |           |             |             |
| Vladimir Gontcharov  | Pistola de ar 10 metros       | 580          | 8 Q          | —         | —         | 98.9        | 7           |
| Vladimir Gontcharov  | Pistola 50 metros             |              |              | —         | —         |             |             |
| Kirill Grigoryan     | Carabina 50 metros            |              |              | —         | —         |             |             |
| Vladimir Isakov      | Pistola de ar 10 metros       | 574          | 31           | —         | —         | Não avançou | Não avançou |
| Sergey Kamenskiy     | Carabina de ar 10 metros      |              |              | —         | —         |             |             |
| Sergey Kamenskiy     | Carabina 50 metros            |              |              | —         | —         |             |             |
| Sergey Kamenskiy     | Carabina 50 metros 3 posições |              |              | —         | —         |             |             |
| Denis Koulakov       | Pistola 50 metros             |              |              | —         | —         |             |             |
| Alexei Klimov        | Pistola de fogo 25 metros     |              |              | —         | —         |             |             |
| Vladimir Maslennikov | Carabina de ar 10 metros      |              |              | —         | —         |             |             |
| Vasily Mosin         | Fossa dupla                   |              |              |           |           |             |             |
| Fedor Vlasov         | Carabina 50 metros 3 posições |              |              | —         | —         |             |             |

Feminino
| Atleta                 | Evento                        | Qualificação | Qualificação | Semifinal | Semifinal | Final  | Final            |
| Atleta                 | Evento                        | Pontos       | Pos.         | Pontos    | Pos.      | Pontos | Pos.             |
| ---------------------- | ----------------------------- | ------------ | ------------ | --------- | --------- | ------ | ---------------- |
| Tatiana Barsuk         | Fossa                         |              |              |           |           |        |                  |
| Vitalina Batsarashkina | Pistola de ar 10 metros       | 390          | 1 Q          | —         | —         | 197.1  | Medalha de prata |
| Vitalina Batsarashkina | Pistola 25 metros             |              |              |           |           |        |                  |
| Ekaterina Korshunova   | Pistola de ar 10 metros       | 387          | 2 Q          | —         | —         | 73.5   | 8                |
| Ekaterina Korshunova   | Pistola 25 metros             |              |              |           |           |        |                  |
| Ekaterina Rabaya       | Fossa                         |              |              |           |           |        |                  |
| Albina Shakirova       | Skeet                         |              |              |           |           |        |                  |
| Daria Vdovina          | Carabina de ar 10 metros      | 417.4        | 4 Q          | —         | —         | 143.5  | 5                |
| Daria Vdovina          | Carabina 50 metros 3 posições |              |              | —         | —         |        |                  |

Legenda
| Recorde mundial      | Recorde mundial (World record)               |                       | Recorde africano                      | Recorde africano (African) |                                           | Q | Classificado por posição (Qualified) |
| Recorde olímpico     | Recorde olímpico (Olympic record)            | Recorde da América    | Recorde da América (Americas)         | q                          | Classificado por melhor tempo (Qualified) |   |                                      |
| Melhor marca do ano  | Melhor marca do ano (World leading)          | Recorde asiático      | Recorde asiático (Asian)              | DNS                        | Não largou (Did not start)                |   |                                      |
| Recorde nacional     | Recorde nacional (National record)           | Recorde europeu       | Recorde europeu (European)            | DNF                        | Não terminou (Did not finish)             |   |                                      |
| Recorde pessoal      | Recorde pessoal do atleta (Personal best)    | Recorde da Oceania    | Recorde da Oceania (Oceania)          | DSQ / DQ                   | Desclassificado (Disqualified)            |   |                                      |
| Recorde da temporada | Recorde da temporada do atleta (Season best) | Recorde sul-americano | Recorde sul-americano (South America) | NM                         | Sem marca (No mark)                       |   |                                      |